# Switzerland (Electric Six)
| Recensione        | Giudizio |
| ----------------- | -------- |
| AllMusic          | [ 1 ]    |
| Pitchfork         | 4.9/10   |
| Alternative Press | 3/5      |

Switzerland è il terzo album degli Electric Six. Sul proprio sito il gruppo ha dichiarato:
(Electric Six)

## Tracce
1. The Band in Hell – 3:19
2. I Buy the Drugs – 3:22
3. Mr. Woman – 2:52
4. Night Vision – 4:03
5. Infected Girls – 3:29
6. Pulling the Plug on the Party – 2:54
7. Rubber Rocket – 3:37
8. Pink Flamingos – 2:42
9. I Wish This Song Was Louder – 3:14
10. Slices of You – 4:17
11. There's Something Very Wrong With Us, So Let's Go Out Tonight – 4:23
12. Germans in Mexico – 3:01
13. Chocolate Pope – 1:02

Traccia bonus dell'edizione australiana
1. The Future Is in the Future (Midnight Juggernauts remix) – 4:52

## Videoclip
Sono stati girati e pubblicati dei videoclip per sette dei brani presenti nell'album:
- I Buy the Drugs[5]
- Chocolate Pope[6]
- Mr. Woman[7]
- Pulling the Plug on the Party[8]
- There's Something Very Wrong With Us So Let's Go Out Tonight[9]
- Rubber Rocket[10]
- Infected Girls[11]